# Brave Story
Brave Story (яп. ブレイブ ストーリ Бурэйбу Суто:ри:, Отважное сердце) — приключенческое фэнтезийное ранобэ Миюки Миябэ, которое выходило на разных региональных газетах с 11 ноября 1999 года по 13 февраля 2001 года. В 2006 году по нему бы снят полнометражный аниме-фильм, созданный японским режиссёром Коити Тигира, на студии Gonzo. Премьера фильма в Японии состоялась 8 июля 2006 года. В России фильм транслировался на телеканале 2x2 в 2011 году.
Изначально предполагалось, что дистрибьютором фильма будет The Walt Disney Company, но в силу обстоятельств права на дистрибуцию были приобретены компанией Warner Bros. В 2007 году аниме Brave Story стало одним из номинантов Премии Японской академии за лучший анимационный фильм года.

## Сюжет
События разворачиваются вокруг десятилетнего Ватару, который из любопытства попадает в заброшенный дом с дурной славой. Поговаривали, что в этом доме живут приведения. К своему ужасу, на пути Ватару встречает не призраков, а старшеклассников, которые избивали связанного мальчика по имени Мицуру. Собрав в кулак всё своё мужество, главный герой поспешил на помощь, но самое странное случилось, когда Мицуру применил заклинание, призывающее демона. От него же Ватару узнает о вратах в другой мир, где можно изменить судьбу.
Так, казалось бы, начинается история дружбы Ватару и Мицуру, но темные тучи сгустились над судьбой мальчика. Вскоре Ватару узнаёт, что его отец уходит из семьи к другой женщине, а его матери становится плохо от переживаний, и она попадает в больницу. Тогда отчаявшийся Ватару вспоминает про врата, о которых ему рассказывал Мицуру, и находит их.
Пройдя сквозь врата, герой оказывается в ином мире, где обитают фантастические существа, присутствует магия и ещё не изобретены новейшие технологии. От Монаха Рау Ватару узнаёт, что мир, в который он попал, называется Визион, и если он согласится собрать пять магических камней, то Богиня Судьбы исполнит любое его желание. Провалив так называемое вступительное испытание, Ватару получает низший ранг "мечника" и становится странником - так именуют людей из другого мира в Визионе. Получив один из драгоценных камней, мальчик начинает путешествие и сразу же влипает в неприятности, но его спасает большой ящер по имени Ки-Кима.
На пути к своей цели Ватару предстоит не раз и не два испытать свою храбрость, найти как союзников, так и врагов, а заодно повстречать кое-кого очень знакомого. Волшебный мир и пережитые приключения в корне меняют его представление о жизни и заставляют задуматься, что может существовать желание более ценное, нежели его первоначальная цель.

## Персонажи
Ватару Митани (яп. 三谷亘) — десятилетний мальчик, не выделяющийся особыми способностями в отличие от остальных своих одноклассников. Как и все его друзья, любит компьютерные игры и часто посещает игровой зал. Физическими данными Ватару также не блещет, чем пользуются старшеклассники, часто обижая его. Тем не менее, Ватару добрый и отзывчивый мальчик, и, увидев, как в заброшенном доме обижают связанного юношу, немедля поспешил ему на помощь. Этим юношей оказывается его новый одноклассник Мицуру Асикава, от которого Ватару узнал о таинственных вратах, ведущих в другой мир, и в про то, что в этом мире можно изменить судьбу. После того, как отец сообщает, что он уходит из семьи, мать Ватару попадает в больницу, и сам Ватару решается последовать за Мицуру, ушедшим за врата чуть ранее, чтобы исправить все ошибки в своей жизни и вернуть семью. Попав в магический мир Визион, Ватару узнаёт о том, что для встречи с Богиней Судьбы он должен собрать пять магических камней.
Кунико Митани (яп. 三谷 邦子) — мать Ватару. Любящая мама и домохозяйка. После ухода мужа к любовнице из-за стресса попадает в больницу.
Акира Митани (яп. 三谷明) — отец Ватару. Покидает семью и уходит к любовнице.
Мицуру Асикава (яп. ミツル)— одноклассник главного героя, переехавший из Европы в Японию по семейным обстоятельствам. Он попадает в класс к Ватару. Старшеклассники невзлюбили Мицуру, и однажды они похищают его и избивают в заброшенном доме, пока их не находит Ватару. В благодарность за помощь Мицуру рассказывает Ватару о волшебных вратах, ведущих в мир, где возможно изменить свою судьбу. Незадолго до распада семьи главного героя Мицуру сам прошёл сквозь врата и успешно завершил испытание, став могущественным волшебником. Именно в Визионе Ватару придется узнать о своём друге много нового и раскрыть причины некоторых его поступков. а также понять, настоящая ли дружба скрепляет их отношения.
Ки-Кима (яп. キキマ) — большой ящер, живущий в волшебном мире Визион. Зарабатывает тем, что продаёт продукты и товары, которые перевозит на своей тележке с одного города в другой. Таким образом он и повстречал Ватару, спасая его от пустынных волков. Его племя считает странников счастливыми талисманами, поэтому он всячески помогает Ватару в его приключениях и даже помогает в борьбе с Гигантским водяным монстром.
Миина (яп. ) — девочка-кошка, которая работает в передвижном цирке акробаткой. Миина потеряла своего отца и, путешествуя с цирком, ищет его. Из-за неё Ватару обвиняют в попытке кражи одного из цирковых зверей, поэтому Миина, чувствуя вину, решает путешествовать с ним.
Кацуми Комура (яп. ミナ) — лучший друг Ватару по прозвищу "Каттян" и его одноклассник. Они часто играют с Ватару вместе в компьютерные игры. У родителей Кацуми свой ресторанчик.
Монах Рау (яп. ラウ導師) — старец, первый, кого повстречал Ватару в мире Визиона. Монах Рау рассказывает, что если Ватару соберёт пять драгоценных камней, то Богиня Судьбы исполнит одно его желание. После согласия мальчика Рау назначает его странником, выдает снаряжение и отправляет в путь.

## Создатели
- Автор оригинала — Миюки Миябэ
- Режиссёр — Коити Тигира
- Сценарий — Итиро Окоти
- Художник — Акихиро Хирасава
- Композитор — Juno Reactor
- Вокал — Aqua Timez
- Дизайн персонажей — Юрико Тиба
- Режиссёр анимации — Юрико Тиба

## Озвучивание ролей
- Ватару Митани — Такако Мацу
- Мицуру Асикава — Эйдзи Уэнц
- Ки-Кима — Ё Оидзуми
- Миина — Тива Сайто
- Кунико Митани — Ёсико Танака
- Акира Митани — Кацуми Такахаси
- Каццу — Такако Токива
- Богиня Судьбы — Мики Имаи
- Юнабаба — Риэ Сибата
- Епископ Даймон — Таро Исида
- Высокогорный Пёс (Импульс) — Ацуси Цуцумисита
- Юный епископ (Импульс) — Тосиюки Итакура
- Кацуми Комура / Каттян (Хокуё) — Михоко Абукава
- Огава (Хокуё) — Саори Ито
- Монах Рау — Сиро Ито
- Онба — Кирин Кики
- Таинственная девушка — Аяко Кавасуми

## Даты премьер в разных странах
- 2006.07.08 —  Япония
- 2007.08.10 —  Китайская Республика
- 2007.08.16 —  Сингапур
- 2008.02.06 —  Франция
- 2011.01.07 —  Россия